# 京王片倉站
京王片倉站（日语：／ Keiō-katakura eki */?）是位於東京都八王子市片倉町，屬於京王電鐵高尾線的鐵路車站。車站編號是KO48。

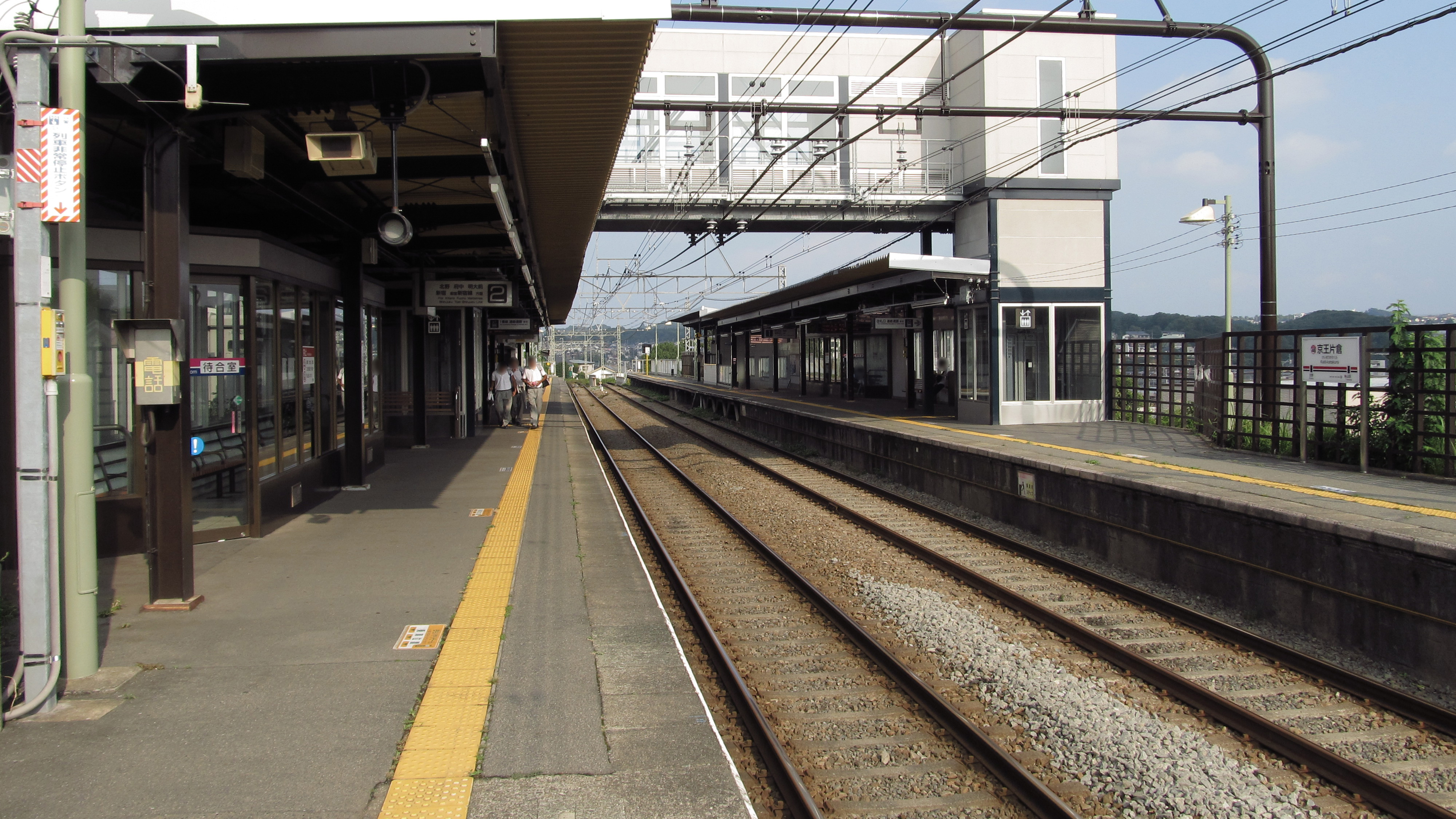
月台(2013年8月)

## 年表
- 1931年3月20日，作為京王御陵線的車站啟用，最初名為片倉站。
- 1944年5月31日，京王與東京急行電鐵合併後，片倉站作為御陵線的車站運行。
- 1945年1月21日，御陵線被指定為不要不急線後，車站變為休止站。
- 1948年6月1日，東急與京王帝都電鐵分拆，片倉站成為京王的車站。
- 1967年10月1日，作為高尾線的車名啟用，易名為京王片倉站。
- 2013年2月22日，準特急開始停靠此站，同日以KO48作為車站編號。

## 車站構造
本站是擁有相對式月台2面2線的地面車站，因坐落於斜坡上，故高尾山口側線路是平地，北野站側則為高架。驗票口位於上行月台往下一層，兩月台間有高架通路（電梯專用）與地下通道連結。
跨越國道16號線的下行線鐵橋是御陵線開業時所建造。鐵橋銘板上寫「昭和五年　株式會社橫河橋梁製作所」。廁所過去位於上行月台，2008年移至驗票口左側。

### 月台配置
| 月台 | 路線   | 方向 | 目的地                               |
| ---- | ------ | ---- | ------------------------------------ |
| 1    | 高尾線 | 下行 | 目白台、高尾、高尾山口方向           |
| 2    | 高尾線 | 上行 | 北野、府中、明大前、新宿、新宿線方向 |

## 使用情況
2016年度1日平均上下車人次為4,767人。上下車人次與上車人次變化如下。
| 年度               | 1日平均 上下車人次 | 1日平均 上車人次 | 來源   |
| ------------------ | ------------------ | ---------------- | ------ |
| 1967年（昭和42年） | 535                |                  |        |
| 1970年（昭和45年） | 1,800              |                  |        |
| 1975年（昭和50年） | 2,156              |                  |        |
| 1980年（昭和55年） | 3,159              |                  |        |
| 1985年（昭和60年） | 3,860              |                  |        |
| 1987年（昭和62年） | 4,282              |                  |        |
| 1990年（平成02年） | 3,691              | 1,811            | [ 4 ]  |
| 1991年（平成03年） |                    | 1,836            | [ 5 ]  |
| 1992年（平成04年） |                    | 1,822            | [ 6 ]  |
| 1993年（平成05年） |                    | 1,833            | [ 7 ]  |
| 1994年（平成06年） |                    | 1,841            | [ 8 ]  |
| 1995年（平成07年） | 3,819              | 1,880            | [ 9 ]  |
| 1996年（平成08年） |                    | 1,929            | [ 10 ] |
| 1997年（平成09年） |                    | 1,811            | [ 11 ] |
| 1998年（平成10年） |                    | 1,871            | [ 12 ] |
| 1999年（平成11年） |                    | 1,918            | [ 13 ] |
| 2000年（平成12年） | 3,883              | 1,945            | [ 14 ] |
| 2001年（平成13年） |                    | 1,915            | [ 15 ] |
| 2002年（平成14年） |                    | 1,849            | [ 16 ] |
| 2003年（平成15年） | 3,787              | 1,880            | [ 17 ] |
| 2004年（平成16年） | 3,813              | 1,899            | [ 18 ] |
| 2005年（平成17年） | 4,069              | 1,942            | [ 19 ] |
| 2006年（平成18年） | 4,034              | 1,997            | [ 20 ] |
| 2007年（平成19年） | 4,137              | 2,055            | [ 21 ] |
| 2008年（平成20年） | 4,237              | 2,104            | [ 22 ] |
| 2009年（平成21年） | 4,219              | 2,096            | [ 23 ] |
| 2010年（平成22年） | 4,186              | 2,082            | [ 24 ] |
| 2011年（平成23年） | 4,177              | 2,074            | [ 25 ] |
| 2012年（平成24年） | 4,433              | 2,200            | [ 26 ] |
| 2013年（平成25年） | 4,610              |                  |        |
| 2014年（平成26年） | 4,652              |                  |        |
| 2015年（平成27年） | 4,699              |                  |        |
| 2016年（平成28年） | 4,767              |                  |        |

## 車站周邊
- 國道16號
- 八王子市役所由井事務所
- 八王子市立由井中學校
- 八王子片倉郵便局
- 八王子子安南郵便局
- 八王子醫療刑務所（日语：八王子医療刑務所）
- 片倉城（日语：片倉城）跡公園
- 橫濱線片倉站 - 東南方直線距離約600公尺，步行約820公尺（約10分）。
- Casting（キャスティング）八王子店（釣具店）

### 巴士路線
最近的巴士站「片倉城址」。以下路線由神奈川中央交通、京王巴士南運行。
- 八77系統：往橋本站北口、往八王子站南口（神奈中）
- 八81系統：往目白台站、往八王子站南口（京王）

## 站名由來
來自於所在地名。地名則是因為此地是豬牙花（カタクリ）生長地演變而來。
御陵線休止時的1957年12月28日，當時的日本國有鐵道（國鐵）橫濱線片倉站開業，1967年高尾線重新通車時改名為「京王片倉」。

## 相鄰車站
京王電鐵
 高尾線
■特急、■急行
通過
■準特急、■區間急行、■快速、■各站停車
北野（KO33）－京王片倉（KO48）－山田（KO49）

## 外部連結
- 京王片倉 - 京王電鐵